# Eugene Aram: En berättelse
Eugene Aram: En berättelse är en roman skriven av Edward Bulwer-Lytton, 1:e baron Lytton. Romanen handlar om händelserna i Eugene Arams (en engelsk filolog) liv, fram till dess att han avrättades den 16 augusti 1759 för mordet på Daniel Clark 1744.
Eugene Aram: En berättelse har filmatiserats som stumfilm åtminstone tre gånger: 1914, 1915 och 1924.